# CZ 2000
CZ 2000 (ČZ 2000) je prototyp českého zbraňového systému vycházející ze sovětské konstrukce. Zahrnuje samopal, útočnou pušku a lehký kulomet, které měly v 90. letech minulého století nahradit standardní výzbroj Armády České republiky: pušku vzor 58, samopal vzor 61 a univerzální kulomet vzor 59.

## Obecně
Zbraňový komplet LADA byl během 80. let 20. století vyvinut ve firmě Prototypa Brno. Konstrukčně vychází ze sovětské útočné pušky Kalašnikov AK-74 a původně byla zkonstruována pro sovětský náboj 5,45 × 39 mm. V roce 1990 v důsledku geopolitických změn rozhodla Rada obrany státu aby byl tento zbraňový komplet překonstruován na náboj 5,56 × 45 mm NATO. Ovšem nedostatek peněz neumožnil zavedení této zbraně do výzbroje armády a zbraňový komplet CZ 2000 je v současné době již překonaný a pomalu zastarávající. V roce 2010 se rozhodlo o přezbrojení armády na nové útočné pušky CZ 805 BREN. Zbraňový komplet CZ 2000 nebyl do výzbroje AČR nikdy zaveden. Omezený počet kompletu LADA byl exportován do Indie[zdroj?].

## Technický popis
Všechny tři verze jsou postaveny na jádru součástek, které jsou stejné jak u samopalu, útočné pušky i u kulometu. Rozdíly jsou v hlavních a v příslušenství. Zbraň má sklopnou rámovou pažbu podobně jako u Sa vz. 58. Zásobník na 30 ran je vyroben ze syntetických materiálů. Je průhledný, takže střelec může jednoduše zjistit, kolik nábojů mu ještě v zásobníku zbývá. Zbraň pracuje na principu využití energie zbytkových plynů odebíraných z hlavně při výstřelu.

## Výhody systému CZ 2000
- Jednoduchost obsluhy a údržby
- Ergonomie, pohodlná střelba ve všech režimech
- Nízká váha, malé rozměry
- Režim tříranných dávek šetřící munici
- Spolehlivost ve všech klimatických podmínkách
- Schopnost rychlého zamíření i za ztížených světelných podmínek a v noci
- Modularita
- Vzájemná zaměnitelnost jednotlivých dílů
- Prodloužená životnost všech komponent[1]